# Nicolás del Caño
Nicolás del Caño (Mendoza, 6 de febrero de 1980) es un político argentino, exdirigente estudiantil y actual dirigente del Partido de los Trabajadores Socialistas (PTS), partido de orientación trotskista por el que ha sido electo dos veces como diputado nacional. Fue candidato a presidente en 2015 (FIT) y en 2019 (FIT-U), además de candidato a vicepresidente en las elecciones presidenciales de 2023.

## Carrera política
Comenzó su militancia a los 16 años en el centro de estudiantes de su escuela secundaria. Ingresó luego en la Universidad Nacional de Córdoba donde integró la conducción del centro de estudiantes de la Facultad de Filosofía y Humanidades.
En 2006, se trasladó a Mendoza para construir el PTS de dicha provincia. Ingresó a la Universidad Nacional de Cuyo, donde estudió sociología al tiempo que tuvo distintos empleos, como vendedor de ropa o empleado de call center.
En las elecciones nacionales de 2011, se presentó como candidato a gobernador de la provincia de Mendoza, obteniendo el 1,6 % de los votos. Sin embargo más adelante sorprendió con el 7,6 % de los votos en las elecciones primarias de 2013, dando lugar a que rivales del Partido Demócrata, lo acusaran en un video de pretender «expropiar» a los ciudadanos y asemejar la provincia «a la Cuba de Fidel Castro». El video fue rápidamente parodiado y comparado con el cajón de Herminio Iglesias por un dirigente del Partido Demócrata.

## Diputado

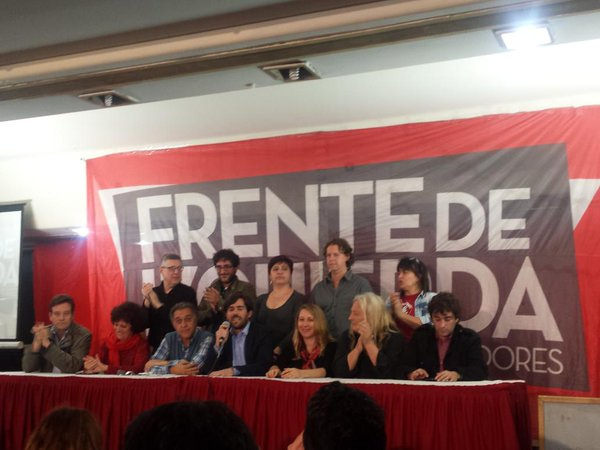
Nicolás del Caño durante una conferencia de prensa (2015).

Del Caño fue elegido en 2013 como diputado nacional con el 14 % de los votos en las elecciones generales, ubicándose en tercer lugar y desplazando al tradicional Partido Demócrata de Mendoza. En su campaña electoral cuestionó los altos sueldos de los funcionarios políticos y propuso que el salario de los diputados se igualara al de los docentes, cuestión que abordó luego en su mandato presentando la propuesta como proyecto de ley y llevándola adelante él mismo donando la mayor parte de su dieta de legislador y destinándola mayormente a fondos de huelga, inspirándose, según expresó, en los integrantes de la Comuna de París de 1871.
En su asunción como diputado impugnó junto a los otros diputados del Frente de Izquierda la asunción de su par Diego Mestre, acusándolo de usurpar la banca a su coalición cometiendo fraude. A diferencia del resto de los bloques, rechazaron votar a Julián Domínguez como presidente de la Cámara de Diputados al igual que con la vicepresidencia.
Su labor parlamentaria la dedicó a proponer políticas referentes a los hidrocarburos, la dictadura militar, la seguridad ciudadana y los sueldos de los políticos.
Durante un conflicto sindical por despidos en la empresa autopartista Lear Corporation, ocurrido en 2014 en su planta de General Pacheco, localidad ubicada en el Gran Buenos Aires; del Caño sufrió una agresión con balas de goma de la Gendarmería Nacional, mientras acompañaba un bloqueo en la Autopista Panamericana, iniciado por los empleados despedidos. Más tarde, estando en una sesión de la Cámara de Diputados, fue hostigado por integrantes del sindicato de trabajadores metalmecánicos SMATA, alineados con la conducción gremial, la cual apoyó públicamente los despidos que incluyeron delegados y activistas opositores. Tras la denuncia penal presentada por Del Caño, la jueza Sandra Arroyo Salgado ordenó que Gendarmería no pueda participar de otros operativos en esa autopista.

## Elecciones presidenciales 2015

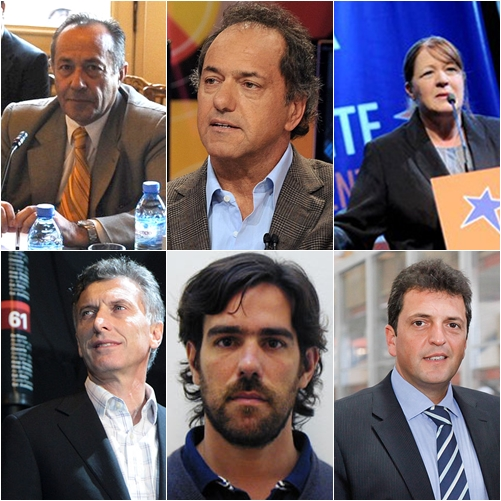
Arriba: Adolfo Rodríguez Saá, Daniel Scioli, Margarita Stolbizer. Abajo: Mauricio Macri, Del Caño y Sergio Massa. Los candidatos a la presidencia argentina 2015.

Compitió como candidato a Presidente en el año 2015, Quedando cuarto en las elecciones presidenciales de 2015. Fue capaz de superar las Elecciones Primarias pero no logró entrar a una segunda vuelta haciendo que la segunda vuelta electoral sea Mauricio Macri contra Daniel Scioli.

## Elecciones legislativas 2017
En marzo de 2017 el PTS anunció la precandidatura de Del Caño a diputado por la provincia de Buenos Aires para representar al Frente de Izquierda en las elecciones legislativas. El hecho fue considerado de forma negativa por los restantes partidos que componen el FIT, puesto que ambos quieren la presentación de listas comunes que eviten las internas dentro del frente. Néstor Pitrola (PO) fue especialmente enfático sobre el hecho de que Del Caño apareciese como precandidato en la provincia de Buenos Aires mientras que en la anterior elección lo hizo por Mendoza. Al respecto señaló que «traen a Del Caño como candidato a la provincia, donde no tiene nada que ver. Esto es hacer paracaidismo al estilo de otros partidos y va a afectar al FIT en Mendoza sin ninguna duda.» Juan Carlos Giordano (IS) declaró al respecto: «No estamos de acuerdo en que el PTS haya lanzado en forma unilateral la campaña electoral, cuando lo que corresponde es que lo hagan los tres partidos y con una lista unitaria.» En ese sentido, el propio Giordano en representación de su partido, realizó una propuesta a fin de evitar las internas dentro del Frente que consiste en la presentación de Pitrola encabezando la nómina de diputados y a Del Caño encabezando la de senadores.
Finalmente, el Frente de Izquierda acordó listas unitarias para el conjunto de los distritos en los que se presenta, con Nicolás del Caño como primer candidato a Diputado nacional por la Provincia de Buenos Aires, y Néstor Pitrola como candidato a Senador. Resultó elegido con el 5,54% de los votos y desde diciembre se suma al interbloque PTS - Frente de Izquierda, junto a su compañera Nathalia González Seligra.

## Elecciones presidenciales 2019

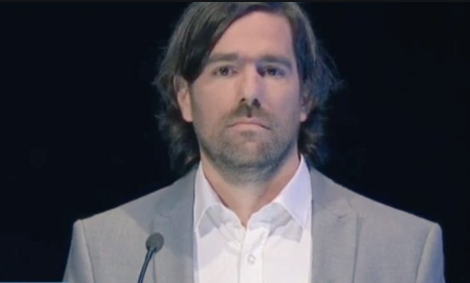
Del Caño pidiendo un minuto de silencio por los muertos en las manifestaciones en Ecuador en el primer debate presidencial

En abril de 2019, el FIT proclamó a Del Caño como precandidato presidencial, más tarde superando el piso de las PASO de 1,5% para convertirse ya en un candidato. El 13 y 20 de octubre, se llevaron a cabo debates presidenciales donde Nicolás donde fue sujeto de mucho habla por llamar a un minuto de silencio por los muertos en Ecuador, el cual no fue otorgado, para posteriormente utilizar sus treinta segundos en el tema de relaciones internacionales en silencio, en homenaje a lo mencionado. Las elecciones del 27 de octubre resultaron en la elección de Alberto Fernández y Del Caño quedó en el cuarto lugar con un 2,16% de votos. Se lo destacó a Nicolás por retener un 80% del electorado obtenido en primarias, y teniendo en cuenta la alta polarización a nivel nacional, eso es algo que ningún otro candidato logró. Sin embargo, su resultado implicó un fuerte retroceso para la izquierda argentina, luego de haber experimentado notorios crecimientos electorales en las sucesivas elecciones de la década.

## Candidaturas
|  | 14,03 % |

|  | 16,9 % |

|  | 3,23 % |

|  | 2,16 % |

|  | 6,82 % |

|  | 2,70 % |